# Svetovno prvenstvo v podvodnem hokeju 1986
Svetovno prvenstvo v podvodnem hokeju 1986 je potekalo v Adelaidi (Avstralija).

## Rezultati

### Moški
1. Kanada
2. Avstralija
3. Nova Zelandija
4. Nizozemska

### Ženske
1. Avstralija
2. Nova Zelandija
3. ZDA